# Feteşti
Fetești (rumænsk udtale [feˈteʃtʲ]) er en by og kommune i distriktet Ialomița i Muntenien, Rumænien. Den ligger på Bărăgan-sletten, ved Borcea-grenen af Donau. Fetești har med 27.465 (2021) indbyggere den næststørste befolkning i Ialomița, efter Slobozia.
I 1895 blev jernbanebroen Kong Carol I-broen (en)  bygget over Donau til Cernavodă. En nyere bro, Cernavodă-broen blev bygget i 1980'erne, som en del af Bukarest-Constanța A2-motorvejen.

## Historie
Bosættelsen af Fetești blev første gang nævnt i 1528 i et dokument udgivet af herskeren af Valakiet, Radu af Afumați. I 1868 blev Fetești en kommune, i 1934 en by, og 61 år senere, i 1995, opnåede den status som kommune. I tidens løb har Fetești udviklet sig til et vigtigt knudepunkt og industricenter.